# Evelyn Cameronová

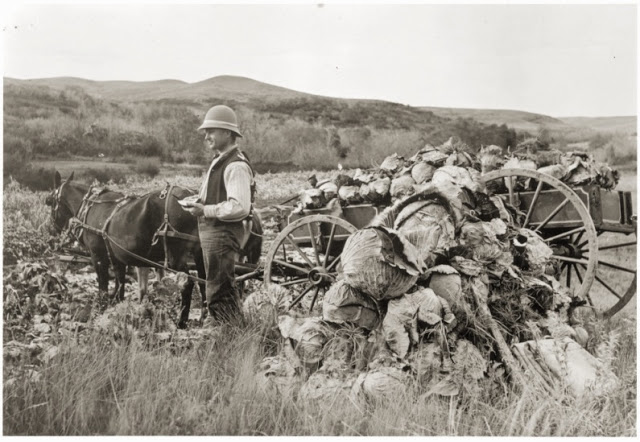
Evelyn Cameronová: Její bratr Alec Flower při sklizni zelí, Montana, 1898

Evelyn Cameronová (nepřechýleně Evelyn Cameron; 26. srpna 1868 – 26. prosince 1928) byla fotografka a diaristka amerického západu, která od konce 90. let 19. století dokumentovala svůj život průkopnice poblíž Terry v Montaně. Nejvíce se proslavila svými fotografiemi zachycujícími raný život osadníků ve východní Montaně, zachycujícími kovboje, pastevce ovcí, svatby, přechody přes řeky, nákladní vozy, práci na ranči, badlands, orly, kojoty a vlky.

## Životopis
Evelyn Jephson Flower se narodila do bohaté kupecké rodiny ve Furzedown Park, jižně od Londýna v Anglii. Byla osmým dítětem z druhého manželství svého otce, se třemi přeživšími staršími bratry a jednou starší sestrou. Pozice jejího otce, Phillipa Williama Flowera, obchodníka ve Východoindické společnosti, zajistila jeho rodině pohodlí ve vyšších vrstvách britské společnosti.
Evelyn získala tradiční vzdělání poskytované mladým ženám z vyšší třídy, uměla mluvit italsky, německy a francouzsky. Ona a její sestra Hilda byly vzdělávány ve svém domě u francouzské guvernantky a práce jejich matky jako skladatelky jim zajistila důkladné hudební vzdělání.
Nicméně, Evelyn byla známá tím, že upřednostňovala outdoorové aktivity, jako je jízda na koni a lov před tradičními domácími aktivitami, ještě před svým přestěhováním do divočiny Montany.

## Manželství a stěhování na západ
Ewen Somerled Cameron byl rodinným přítelem Flowersových a loveckým společníkem Evelynina nejstaršího bratra, Percyho Flowera. O více než deset let starší Evelyn, byla Skotkou obývajícím Orknejské ostrovy, věnovala se ornitologii, lovu a jezdectví. Cameron byl také ženatý s americkou operní pěvkyní Julií A. Wheelockovou (Guilia Vlada) v lednu 1881. Zrušení jejich sňatku - soudním dvorem v Edinburghu - bylo dokončeno až 17. října 1889, měsíc po jeho a Evelynově výpravě do Montany.
Ewen a Evelyn zahájili svou první cestu do Montany v roce 1889, když dorazili přes Atlantský oceán do New Yorku v září, krátce po Evelynových dvacátých prvních narozeninách, kdy Evelyn zdědila velkorysou důvěru ze závěti svého zesnulého otce a stala se díky tomu finančně nezávislá na rodině, která nesouhlasila s jejím odjezdem do Ameriky se ženatým mužem.
Podle dřívějších pokynů Evelynina bratra Percyho, který lovil západně od Miles City před rozšířením železnice do východní Montany, pár lovil podél řeky Yellowstone od 1. listopadu 1889 do 1. srpna 1890, na což Evelyn později vzpomíná jako na líbánky.
Poté, co odcestovali zpět do Británie, aby si vyzvedli své věci, se Cameronovi v září 1891 spolu s Evelynovým bratrem Alecem konečně přestěhovali do Montany a založili svůj první farmářský podnik. V průběhu let se Cameronovi přestěhovali na tři různé ranče v oblasti kolem Terry v Montaně, kde se snažili vychovat pólo poníky a chovali dobytek. Jejich životní styl soběstačnosti byl přerušen špatným zdravím Ewena Camerona a roční cestou zpět do Británie od léta 1900 do roku 1901.

## Kariéra
Evelyn přivedl k fotografování nájemník na jejich ranči a v červenci 1894 si Ewen koupila svůj první fotoaparát. Nájemník, Ir jménem Adams, vychoval Evelyn v základech fotografování na skleněné desky a po jeho odchodu jej nahradil Brit známý jako Mr. Colley. Ten rozšířil Evelyniny znalosti o fotografii a byl partnerem v jejích experimentech s cílem zlepšit její práci tím, že cvičil různé časy závěrky a metody zpracování. Evelyn byla brzy často žádána na veřejných shromážděních a životních událostech, aby fotografovala svatby, rodinné portréty a pro svého manžela i divokou zvěř.
Evelynina práce často doprovázela manželova pozorování místní fauny regionu. Některé články, které zahrnovaly její práci, jsou „The Mule Deer in Montana“ v britském periodiku Land and Water, stejně jako „Hnízdění orla skalního v Montaně“ z The Auk v ornitologickém časopisu. Evelyn nebyla uvedena jako autorka v žádné z těchto publikací. Nicméně v článku z roku 1905, který napsala pro The Breeder's Gazette v Chicagu, s názvem „Sheep in Montana“, který zahrnoval její fotografie okolních ovčích rančů, byla uvedena jako autorka a fotografka.
Cameronová získal národní uznání pro tuto oblast díky práci bývalé editorky Time-Life Books Donny Lucey. Na konci 70. let Lucey objevila tisíce tisků a negativů Cameronové, spolu s deníky a dopisy pokrývajícími šestatřicet let života na hranici, schované ve sklepě domu Cameronova nejlepšího přítele. Po intenzivním studiu fotografií a dokumentů Lucey napsala biografii Photographing Montana 1894-1928: The Life and Work of Evelyn Cameron, která reprodukuje více než 170 snímků fotografky.
Většina fotografií je nyní uložena v Montana Historical Society v Heleně v Montaně. Tisky a artefakty jsou také vystaveny v muzeu Evelyn Cameronové v Terry v Montaně.
Cameronová je hlavním motivem dokumentu PBS Evelyn Cameron: Pictures From A Worthy Life.